# Alain Chartier
Alain Chartier (Bayeux, 1395 – Avignone, 1430) è stato un poeta e scrittore francese.

## Biografia
Alain Chartier era un chierico e presumibilmente, dottore in diritto ecclesiastico istruito all'Università di Parigi; Chartier entrò al servizio reale: fu al servizio del delfino Carlo (il futuro Carlo VII di Francia), che lo inviò in numerose missioni diplomatiche estere, come quelle in Germania e a Roma tra il 1423 e il 1426; in Scozia nel 1428 per negoziare il matrimonio di Margherita di Scozia con il futuro Luigi XI di Francia.
Nel 1429 partecipò al viaggio trionfale, voluto da Giovanna d'Arco, che doveva portare il Delfino all'incoronazione di Reims.
Per quanto riguarda la data della morte di Chartier, la più probabile è intorno al 1430.
Visse durante il periodo più drammatico della guerra dei cent'anni; Chartier mise volentieri la propria capacità letteraria al servizio di una passione civile: il suo Livre des quatre dames (1415) prese liberamente l'ispirazione dalla contemporanea battaglia di Azincourt,per presentare una discussione tra quattro donne diventate vedove a causa della battaglia di Agincourt.
Il Lay de la paix fu invece un invito al duca di Borgogna a recedere dall'alleanza inglese.
Il Quadriloge invectif (1422), coraggiosa critica della guerra civile fra borgognoni e armagnacchi, contenne anche una profonda e sentita denuncia delle condizioni in cui era caduta la Francia del suo tempo,rappresentata tramite il dialogo tra la Francia e le altre tre parti della società contemporanea: il clero, la nobiltà e il popolo.
Il Livre de l'espérance fu dedicato al delicato argomento del celibato ecclesiastico e allo stato della Chiesa, presentando sullo sfondo il drammatico Scisma d'Occidente.
L'Espérance ou consolation des trois vertus (1428), un po' come tutte le sue opere in prosa rappresentò allegoricamente la situazione politica e sociale condizionata dalla guerra dei cent'anni.
Il suo capolavoro fu, secondo la critica letteraria, un breve poemetto d'amore intitolato La belle dame sans mercy (1424), che risultò il suo lavoro più conosciuto e che ebbe per tutto il Quattrocento numerosi imitatori.Da ricordare anche le liriche Le Lay de paix e Le Bréviaire des nobles.
Comunque l'importanza storica e letteraria di Chartier si dimostrò fondamentale nel campo della evoluzione delle idee,oltre che per il suo stile didattico, elegante e colto che fu preso come modello dalle generazioni seguenti di poeti e scrittori di prosa.
Egli fu tra i primi scrittori rinascimentali francesi a conoscere i buoni antichi (Cicerone e Seneca soprattutto), e manifestamente ricevette da loro una grande influenza, ancora più evidente nelle opere in prosa.

## Opere

### Poesia
- La belle dame sans mercy (1424);
- Le Lay de paix;
- Le Bréviaire des nobles.

### Prosa
- Livre des quatre dames (1415);
- Lay de la paix;
- Quadriloge invectif (1422);
- Espérance ou consolation des trois vertus (1428).

### Opere in latino
- Epistula ad fratrem suum juvenem;
- Ad detestationem belli Gallici et suasionem pacis (1423);
- Francigenæ magni, gens fortis et inclita bello...;
- Persuasio ad Pragenses de fide deviantes;
- Dialogus familiaris Amici et Sodalis super deplorationem Gallicæ calamitatis (1427);
- Invectiva ad ingratum amicum;
- Invectiva ad invidum et detractorem;
- Tractatus de vita curiali.

Opere su Alain Chartier
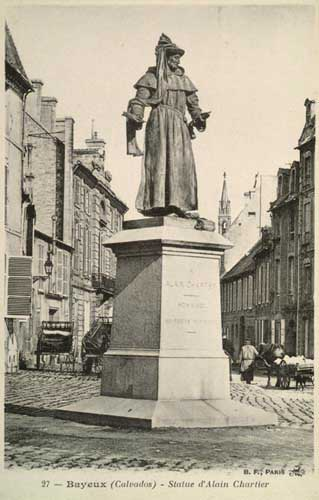
Statua raffigurante Alain Chartier, realizzata da Tony Noël, a Bayeux.
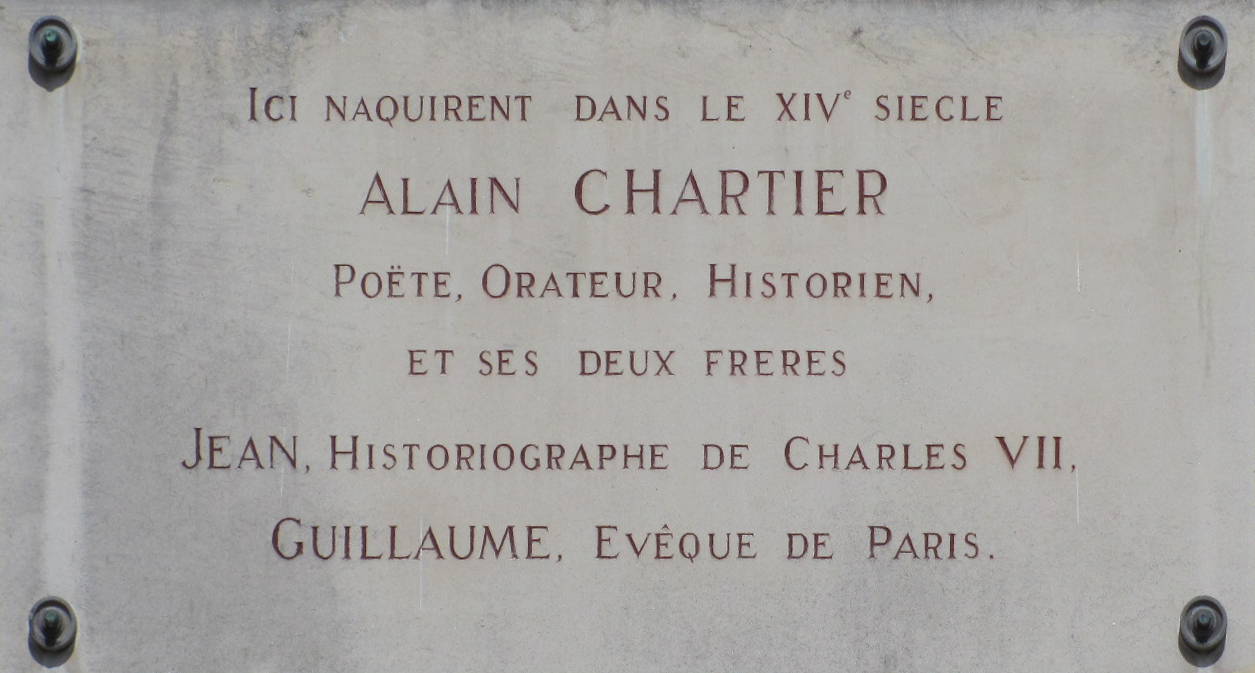
Targa commemorativa sulla sua casa natale.